# Božidar Vukotić
Božidar Vukotić, cyrilicí Божидар Вукотић (8. února 1875 Bratešići – 3. července 1955 Kotor), byl rakouský právník a politik srbské národnosti z Dalmácie, na počátku 20. století poslanec Říšské rady.

## Biografie
Byl advokátem v Kotoru. Působil jako advokát a politik. Vystudoval základní školu v rodné obci, gymnázium v Kotoru a pak studoval práva na Vídeňské univerzitě a na Univerzitě ve Štýrském Hradci, kde byl promován na doktora práv roku 1902. Pracoval jako soudce v Kotoru, Trogiru a Benkovaci, později jako advokát v Zadaru a Kotoru.
Působil i jako poslanec Říšské rady (celostátního parlamentu Předlitavska), kam měl usednout poté, co uspěl v doplňovacích volbách do Říšské rady roku 1911 po zesnulém poslanci Michailuo Bjeladinovići. Zvolen byl 30. března 1911. Ovšem tehdy došlo k rozpuštění sněmovny a vypsání nových řádných voleb. Poslanecký slib tedy již nesložil. Uspěl pak v těchto řádných volbách do Říšské rady roku 1911. Byl zvolen za obvod Dalmácie 11. Po volbách roku 1911 byl uváděn coby člen poslaneckého Dalmatského klubu.
V roce 1914, ještě před začátkem světové války, byl zatčen a vězněn v různých pevnostech až do roku 1916, kdy byl poslán do uherského Komárna coby politicky nespolehlivý. Císař Karel I. ho po nástupu na trůn amnestoval v rámci rozsáhlé amnestie politických vězňů. Podílel se poté aktivně na činnosti Jihoslovanského klubu, včetně přijetí Májové deklarace roku 1917. V závěru roku 1918 se jako zástupce regionu Kotoru podílel na sjednocování jihoslovanských území do jednoho státu.